# Elektronischer Heilberufsausweis
Der elektronische Heilberufsausweis (eHBA, englisch Health Professional Card, HPC) ist eine personenbezogene Chipkarte im Scheckkartenformat für Angehörige der Heilberufe im deutschen Gesundheitswesen. Gelegentlich wird er deshalb auch als Heilberufeausweis bezeichnet.
Neben seiner Funktion als Sichtausweis bietet er kryptografische Funktionalität zur Authentifizierung, Verschlüsselung und qualifizierten elektronischen Signatur.
Die gesetzliche Grundlage für den elektronischen Heilberufsausweis wurde mit dem neuen § 291a SGB V am 1. Januar 2004 durch Art. 1 des GKV-Modernisierungsgesetz (GMG) geschaffen.
Gemäß § 291a Abs. 5 Satz 5 und Abs. 5a Satz 1 SGB V benötigen Heilberufler den elektronischen Heilberufsausweis zum Zugriff auf die Daten der Anwendungen der elektronischen Gesundheitskarte nach § 291a Abs. 2 und 3 SGB V. Technische Voraussetzung ist die Anbindung der medizinischen Institution an die Telematikinfrastruktur des deutschen Gesundheitswesens. Der Zugriff auf die Daten der Anwendungen der elektronischen Gesundheitskarte ist für von einem Heilberufler autorisierte Mitarbeiter einer medizinischen Institution alternativ über einen elektronischen Institutionenausweis (Security Modul Card Typ B (SMC-B)) möglich. Auch der Heilberufler selbst kann die SMC-B zum Zugriff nutzen.
Technisch spezifiziert werden die Ausweise durch die Firma gematik. Bis Ende Oktober 2021 wurden bundesweit 143.335 elektronische Heilberufsausweise ausgegeben. Das geht aus Daten der Bundesärztekammer (BÄK) mit Stand 5. November 2021 hervor. 2013 betrug die Anzahl berufstätiger Ärzte in Deutschland 357.252; ohne Berücksichtigung von Ärzten im Ruhestand und von Ärzten mit mehreren Ausweisen errechnet sich (bei verschiedenen Stichtagen und ohne Abgrenzung von Light-Ausweisen) eine Quote von 40 Prozent. „Fast zwei Drittel der Niedergelassenen haben einen elektronischen Heilberufsausweis“ (Stand 6. Dezember 2021).

## Elektronischer Heilberufsausweis
Analog zur elektronischen Gesundheitskarte enthält der neue Heilberufsausweis aus Kunststoff einen Mikrochip, der Authentifizierung (elektronische Identitätsprüfung), Verschlüsselung und elektronische Signatur bietet. Abhängig von der Heilberufszugehörigkeit wird der elektronische Heilberufeausweis auch Sichtausweisfunktion erhalten.
Technisch identisch, jedoch durch Personalisierung und äußere Gestaltung verschieden, sind mindestens die folgenden Varianten zu unterscheiden:
- elektronischer Apothekerausweis
- elektronischer Arztausweis
- elektronischer Heilberufsausweis
- elektronischer Praxisausweis
- elektronischer Zahnarztausweis
- elektronischer Psychotherapeutenausweis
- elektronischer Einrichtungsausweis
- elektronischer Heilberufsausweis für Pharmazieingenieure
- elektronischer Heilberufsausweis für Apothekerassistenten[9]

### Elektronischer Apothekerausweis
Der elektronische Apothekerausweis wird auf Antrag des Apothekers durch die jeweilige Landesapothekerkammer ausgegeben. Die Kammern können für die technische Abwicklung externe Dienstleister beauftragen.

### Elektronischer Arztausweis
Analog zur elektronischen Gesundheitskarte enthält der neue Arztausweis aus Kunststoff einen Mikrochip, der Authentifizierung (elektronische Identitätsprüfung), Verschlüsselung und elektronische Signaturen ermöglicht. Mit Hilfe des elektronischen Arztausweises können Ärzte in Zukunft auf die Patientendaten der elektronischen Gesundheitskarte zugreifen, sofern der Patient diese freigegeben hat. Da der elektronische Arztausweis mit einem qualifizierten Zertifikat versehen wird, lassen sich damit elektronische Dokumente mit einer qualifizierten elektronischen Signatur versehen, also rechtsgültig digital unterschreiben. Durch den elektronischen Arztausweis werden Telematik-Anwendungen wie elektronisches Rezept, elektronische Arzneimitteldokumentation, elektronische Patientenakte und elektronischer Arztbrief erst möglich.
Die äußere Gestaltung der neuen Sichtausweise wurde gesetzlich geschützt. Sie lösen die bisherigen Papierausweise der Vertragsärzte, Krankenhausärzte und Privatärzte ab. Auf Antrag erhalten alle approbierten Ärzte von ihrer Landesärztekammer einen solchen elektronischen Arztausweis. Auf der Ausweiskarte fehlt der ausgeschriebene Name der ausstellenden Behörde; jedoch befinden sich auf der Vorderseite die Logos der Bundesärztekammer sowie der zuständigen berufsständischen Kammer und auf der Rückseite ihre Abkürzung mit Postfach-Adresse.
Es sei „die Anschaffung eines elektronischen Heilberufsausweises (eHBA) – auch bekannt als Arzt- oder Psychotherapeutenausweis – optional.“ Demnach ist der Heilberufsausweis der Oberbegriff, der Arztausweis wäre einer der Unterbegriffe. Allerdings wird der neue Arztausweis der Ärztekammer erst durch eine aufwändige und kostspielige Aufrüstung zum elektronischen Arztausweis. Also sind die Begriffe Arztausweis und Heilberufsausweis aus mehreren Gründen keine Synonyme.
Ein noch gültiger alter elektronischer Arztausweis („Vorläuferkarte“, Light-Ausweis) kann äußerlich vom neuen elektronischen Heilberufsausweis für Ärzte durch die verschiedenen Gestaltungen des Chipkartenmoduls unterschieden werden. Ob eine Umrüstung der alten Kartenausweise überhaupt möglich ist, bleibt offen. Beschrieben wird ein aufwändiger zehnschrittiger Bestellprozess mit einer Identifizierung des Antragstellers nach dem Post-Ident-Verfahren für den neuen „hochwertigen Sichtausweis“ mit einer zwingend erforderlichen anbieterspezifischen Aktivierung und Freischaltung innerhalb von 28 Tagen. Im Dezember 2019 fand der Chaos Computer Club ein Missbrauchspotenzial („Datenleck“, „Sicherheitslücke“, „Schwachstelle“) bei der Zustellung der Chipkarte an eine Wunschadresse. In den amtlichen Texten wird die in fünf Sprachen aufgedruckte Bezeichnung Arztausweis nicht verwendet; umgekehrt fehlt auf dem Arztausweis die amtliche Bezeichnung Heilberufsausweis. Es bleibt offen, ob die Landes-Psychotherapeutenkammern solche Arztausweise für Nichtärzte ausstellen.
Es gibt zwei verschiedene elektronische Arztausweise (Abkürzung eHBA Arzt), wie die Ärztekammer Westfalen-Lippe im August 2020 informiert. Einmal den „elektronischen Heilberufsausweis (eHBA) als Arztausweis“ (Abkürzungen eA oder eArztausweis) für die Anwendungen der Telematikinfrastruktur (Abkürzung TI). Außerdem kann man (seit etwa Anfang 2013) bei den Landesärztekammern kostenlos einen so genannten „elektronischen Arztausweis light“ (Abkürzungen eA-light, EA-LIGHT, eA-LIGHT oder eAlight) als Ersatz des bisherigen Papierausweises beantragen. Das englische Adjektiv light bedeutet hier ‚leicht‘, ‚mild‘, ‚nachsichtig‘, ‚zart‘. Dieser Ausweis sei nicht für die Anwendungen der TI geeignet. Der eA-light kann zum Beispiel für die SAgO-Authentifizierung (Online-Verwendung für Außengutachter nach SGB IX) verwendet werden. Auf der Rückseite des eA-light befinden sich außer der Unterschrift des Inhabers jeweils mit entsprechendem Barcode und QR-Code die zwanzigstellige Ausweisnummer und die persönliche fünfzehnstellige einheitliche Fortbildungsnummer (EFN) für die elektronische Erfassung der cme-Punkte (Continuing Medical Education) bei Fortbildungsveranstaltungen. Es fehlen sowohl die Arztnummer (neue Bezeichnung: Personalnummer oder Personennummer) als auch die lebenslange Arztnummer (LANR). Außerdem fehlen sowohl das Institutionskennzeichen (IK) als auch die Betriebsstättennummer (BSNR), obwohl der Ausweis nur in Zusammenhang mit einer Kassenpraxis verwendet werden kann. Sowohl die EFN als auch die Ausweisnummer beginnen einheitlich mit 802760.
Beide Ausweise sind äußerlich durch die Gestaltung der Kontakte des Chipkartenmoduls unterscheidbar. Das Modul des eArztausweises hat in der Mitte ein Quadrat; das Zentrum des eA-light-Moduls ist dagegen teilweise kurvenförmig. Außerdem wird beim eA-light zuerst der Familienname des Inhabers und danach sein Vorname angegeben; beim eArztausweis ist es umgekehrt. Die fünfjährige Gültigkeitsdauer des eA-light ist tagesgenau angegeben; der eArztausweis nennt dagegen nur den Ablaufmonat. Zurzeit (August 2024) kann man den kostenpflichtigen eArztausweis bei vier so genannten Vertrauensdiensteanbietern bestellen (Abkürzung VDA): 
- medisign GmbH (Apobank-Tochtergesellschaft),
- T-Systems (Deutsche Telekom AG),
- SHC Stolle & Heinz Consultants GmbH & Co. KG,
- D-Trust GmbH (Tochterunternehmen der Bundesdruckerei).[21][22]

Verkauft wird jetzt die Generation G2, davor gab es die Vorläufergeneration G0 (Abkürzung eHBA-G0; nicht zu verwechseln mit der Vorläuferkarte des Light-Ausweises), die in G2 umgetauscht werden kann, und die Generation G1. Anders als auf den Gesundheitskarten fehlt auf den Heilberufsausweisen die Angabe der Kartengeneration. Der Kaufpreis (mit Vertragsbindung) setzt sich aus einem Einmalbetrag und einer Monats-, Quartals- oder Jahresgebühr zusammen. Nach Auskunft der Bundesärztekammer können Mediziner den Ausweis jetzt (November 2020) bei allen Landesärztekammern bestellen.
Aus Sicherheitsgründen benötigt der Arzt zusammen mit dem eHBA zwei verschiedene PINs und zusätzlich einen PUK. Es besteht die Möglichkeit, gleichzeitig mehrere gültige elektronische Arztausweise innezuhaben, zum Beispiel zwei oder mehrere kostenpflichtige eHBA und zusätzlich einen kostenlosen eA-light. Nur so können die Vertragsärzte ohne Unterbrechung des Praxisablaufes zum Beispiel sich gegenüber den Patienten oder Behörden als Inhaber einer gültigen Approbation ausweisen oder beim Apotheker ohne Rezept verschreibungspflichtige Medikamente erwerben. Für Hausbesuche benötigt der Vertragsarzt ein mobiles Kartenlesegerät; in dieses wird permanent entweder der kostenpflichtige elektronische Arztausweis oder alternativ eine ebenfalls kostenpflichtige Zweitkarte des elektronischen Praxisausweises eingelegt. Als Sichtausweis wird also ein Zweitausweis benötigt. Auch bei einer gleichzeitigen Pflichtmitgliedschaft in verschiedenen Ärztekammern hat der Arzt Anspruch auf entsprechende zusätzliche Ausweise. Beide Ausweisformen verlieren ihre Gültigkeit durch Fristablauf oder durch Sperrung seitens der Ärztekammer nach einem Approbationsentzug. Der eHBA verliert seine Gültigkeit jedoch nicht bei Beendigung des Vertragsverhältnisses mit dem sogenannten zugelassenen Anbieter und auch nicht bei Beendigung der Mitgliedschaft bei der Kassenärztlichen Vereinigung. Ein Praxisausweis (SMC-B) darf nach § 340 Absatz 5 SGB V nur an Inhaber eines elektronischen Heilberufsausweises ausgegeben werden.
In einer medizinischen Fachzeitschrift findet sich ein Kasten mit der Bezeichnung „Verwirrende Vielfalt“ für die unterschiedlichen Funktionsmöglichkeiten des eHBA Generation 0 und des eHBA Generation 2 jeweils mit oder ohne E-Health-Konnektor. Aktuell informiert die Ärztekammer Schleswig-Holstein, wie man die erste von der zweiten Generation, nicht aber den Light-Ausweis vom eA unterscheiden kann. Bei Bestellungen nach September 2020 haben die neuen Ausweise das Logo der Bundesärztekammer oben rechts sowie das Logo der jeweiligen Landesärztekammer in der Mitte. Im Gegensatz zum eA light trägt der eA zusätzlich auf der Rückseite das Logo des Vertrauensdiensteanbieters. In ihrer jeweils neuesten Version gleichen sich eA und eA light. Auf der Vorderseite finden sich jetzt der Name der ausstellenden Behörde und einheitlich in der vorletzten Zeile Titel und Familienname sowie in der letzten Zeile die Vornamen sowie das tagesgenaue Ablaufdatum. Unterschiedlich sind jedoch noch die Kartenmodule und die Schriftart. Zusätzlich werden die Telematik-ID sowie optional die E-Mail-Adresse des Arztes gespeichert.
Im August 2022 informierte T-Systems, dass die Karten der Generation G2 zur Verbesserung der Sicherheit kostenlos durch Karten der Generation G2.1 ausgetauscht werden sollen. Die neuen Karten werden mit einem verbesserten kryptographischen Verfahren hergestellt. Die Karten der Generation G2 werden spätestens bis zum 15. Dezember 2022 gesperrt. Die G2-1-Karten sind gültig bis 2026. Für die Freischaltung benötigt man die Referenznummer, die Ausweisnummer, die Ausweis-Karten-Nummer (ICCSN = Integrated Circuit Card Serial Number), ein Service-Passwort, ein Freischalte-Passwort, ein Sperr-Passwort, eine Transport-PIN, eine eigene PIN, eine PIN.CH (PIN.HBA) mit PUK und eine PIN.QES (Signaturpin) ebenfalls mit entsprechender PUK.

### Elektronischer Zahnarztausweis
Zuständig für die Herausgabe der elektronischen Zahnarztausweise sind die jeweiligen Landeszahnärztekammern.
Da die Ausweise Zertifikate und Schlüsselmaterial der zahnärztlichen Public-Key-Infrastruktur (PKI) enthalten, müssen auch Zertifizierungsdiensteanbieter in die Erstellung der elektronischen Ausweise eingebunden werden.
Die Zahnärztekammern fungieren dabei als die Registrierungsstellen hinsichtlich der PKI-Eigenschaften der Ausweise.

### Elektronischer Psychotherapeutenausweis
Die Herausgabe der elektronischen Psychotherapeutenausweise (ePtA) erfolgt über die hiesigen Landespsychotherapeutenkammern. Diese Ausweise können genutzt werden, um die online-Abrechnung mit den Kassenärztlichen Vereinigungen rechtsverbindlich zu unterschreiben („elektronische Signatur“). Des Weiteren sind sie notwendig, um auf Daten des neuen elektronischen Krankenversicherungsausweises von Patienten, die elektronische Gesundheitskarte (eGK), zugreifen oder Daten darauf speichern zu können.
Die Psychotherapeutenausweise sollen ab dem vierten Quartal 2020 verfügbar werden. Die Bundespsychotherapeutenkammer und die Landeskammern verhandeln nach eigenen Angaben derzeit noch mit den Trust Centern, den Herstellern der elektronischen Sichtausweise.

### Elektronischer Einrichtungsausweis
Der Gesetzgeber plant für 2021 ein sogenanntes Gesundheitsberuferegister (eGBR). Es solle in Münster angesiedelt werden und im Sommer 2021 operativ tätig werden, sagte Martin Heisch von der Gematik. Das eGBR ist die Ausgabeinstanz für die elektronischen Einrichtungsausweise (SMC-B) im Pflegebereich, später dann auch für elektronische Heilberufsausweise, also für die personenbezogenen digitalen Identitäten des Pflegepersonals.

## Elektronischer Berufsausweis
Der elektronische Berufsausweis (eBA) im Gesundheitswesen ist technisch mit dem Heilberufsausweis identisch und durch die Spezifikation zur Health Professional Card beschrieben. Im Gegensatz zu den Heilberufsausweisen ist der Berufsausweis für das Personal im Gesundheitswesen gedacht (z. B. MTA oder PTA).
Ein weiterer Unterschied ist, dass der Berufsausweis mit einer eingeschränkten Zugriffsberechtigung auf die Gesundheitskarte ausgestattet und nur die für die Vorbereitung der Tätigkeiten eines Heilberuflers ausreichend sind. So kann eine Arzthelferin zwar die geschützten Versichertendaten auslesen, kann jedoch nicht die Notfalldaten der eGK verändern. Hierzu ist nur der Heilberufsausweis eines Arztes berechtigt.
Sowohl in Arzt- und Zahnarztpraxen wie auch in Apotheken und Krankenhäusern sollen die weiteren Berufsgruppen dieser Institutionen über den Institutionsausweis Security Module Card Typ B (SMC-B) auf die eGK zugreifen. Wie der Heilberufsausweis ist auch der Berufsausweis jedoch immer dann nötig, wenn eine Unterschrift (elektronisch und rechtssicher) geleistet werden soll. Das Zentrum für Telematik und Telemedizin (ZTG) führt das Pilotprojekt „elektronischer Heilberufsausweis“ mit der Ausgabe der Karte an 1000 Physiotherapeuten durch. Ausgegeben wird der eBA durch das elektronische Gesundheitsberuferegister.

## Installation
Vor der Benutzung des elektronischen Heilberufsausweises im Rahmen der Telematikinfrastruktur muss der Ausweis entsprechend einer Freischaltungsanleitung noch extra installiert oder aktiviert werden. Diese Entsperrung oder Freischaltung sollte von einem Informationstechnologie-Dienstleister ausgeführt werden. Dazu sind PIN und PUK sowie zusätzlich eine PIN-CH-Transport-PIN und eine PIN-QES-Transport-PIN erforderlich. Nach dreimaliger Fehleingabe von persönlicher Identifikationsnummer oder des personal unblocking key wird der Ausweis gesperrt. Eine Entsperrung ist nicht mehr möglich. Mit Hilfe eines Reklamationsantrages muss eine Austauschkarte bestellt werden. Der gesperrte Ausweis kann noch als Sichtausweis Verwendung finden.

## Kosten
Wer die Kosten für die geplante Ausgabe der Health Professional Card durch die jeweiligen Kammern trägt, ist derzeit ungeklärt. Auch die Form der Finanzierung (Gebühren, Einmalzahlungen etc.) von Soft- und Hardware steht noch nicht fest. Ärztekammern weisen darauf hin, dass ihren Mitgliedern „laufende Kosten“ entstehen. 2018 betragen diese zwischen 7,90 und 9,90 € monatlich bei papierloser Rechnungsstellung. Im Dezember 2020 ist mit Kosten je nach Anbieter zwischen 84 € und 100 € pro Jahr plus Mehrwertsteuer mit verschiedenen Vertragslaufzeiten und eventuell mit zusätzlichen Bereitstellungsgebühren zu rechnen. 
Auch Krankenhausärzte müssen mit Kosten in Höhe von etwa 420 Euro allein für ihren eHBA rechnen. Die Kassenärztliche Vereinigung Westfalen-Lippe (KVWL) nennt für die Vertragsärzte Kosten zwischen 24 Euro pro Quartal und 490 Euro einmalig, je nach Geschäftsmodell des gewählten Anbieters und der Vertragslaufzeit, mit einer Refinanzierung durch die KVWL in Höhe von 11,63 Euro pro Quartal.
Auch angestellte Ärzte, die in einem medizinischen Versorgungszentrum (MVZ) oder bei einem Vertragsarzt arbeiten, benötigen einen elektronischen Heilberufsausweis 2.0. Das Deutsche Ärzteblatt weist auf die Problematik der Kostenübernahme durch den Arbeitgeber hin.
Vertragsärzte mit Kassensitz erhalten nach der Finanzierungsvereinbarung mit dem GKV-Spitzenverband eine Pauschale von 11,63 Euro je Quartal erstattet.